# Liste des championnes de France de natation en bassin de 25 mètres
Remarque : à titre de comparaison nous avons fait apparaître les sept championnats de France du XXe siècle qui se sont déroulés en bassin de 25 mètres sans avoir toutefois le label officiel "championnats de France en bassin de 25 mètres" qui n'est apparu qu'en 2005.

## Nage libre

### 50 mètres
| Championnat     | Lieu                             | Championne      | Naissance | Âge | Club                     | Temps      |
| 1963 hiver      | Marseille Piscine Vallier (25 m) | Brigitte Pommat |           |     | Stade français           | 30 s 8     |
| 1964 hiver      | Marseille Piscine Vallier (25 m) | Noëlle Lefèvre  |           |     | Stade français           | 29 s 8     |
| 1965 hiver      | Marseille Piscine Vallier (25 m) | Noëlle Lefèvre  |           |     | Stade français           | 29 s 1     |
|                 |                                  |                 |           |     |                          |            |
| 2005 (janvier)  | Dunkerque                        | Malia Metella   | 1982      | 23  | USLM Pacoussines-Cayenne | 24 s 75 RF |
| 2005 (décembre) | Chalon-sur-Saône                 | Alena Popchanka | 1979      | 26  | CS Clichy 92             | 25 s 29    |
| 2006            | Istres                           | Alena Popchanka | 1979      | 26  | CS Clichy 92             | 25 s 13    |
| 2007            | Nîmes                            | Malia Metella   | 1982      | 25  | Dauphins TOEC            | 24 s 75    |
| 2008            | Angers                           | Alena Popchanka | 1979      | 29  | Lagardère Paris Racing   | 24 s 78    |
| 2009            | Chartres                         | Aurore Mongel   | 1982      | 27  | Mulhouse ON              | 25 s 11    |
| 2010            | Chartres                         | Camille Muffat  | 1989      | 21  | Olympic Nice Natation    | 24 s 65    |
| 2011            | Angers                           | Anna Santamans  | 1993      | 18  | Olympic Nice Natation    | 24 s 96    |

### 100 mètres
| Championnat     | Lieu                                  | Championne        | Naissance | Âge | Club                      | Temps        |
| 1932            | Marseille Chevalier Roze Sport (25 m) | Yvonne Godard     |           |     | Club des Nageurs de Paris | 1 min 10 s 4 |
| 1966 hiver      | Le Mans (25 m)                        | Claude Mandonnaud | 1950      | 16  | ASPTT Limoges             | 1 min 5 s 0  |
| 1967 hiver      | Caen (25 m)                           | Claude Mandonnaud | 1950      | 17  | ASPTT Limoges             | 1 min 1 s 9  |
| 1972 hiver      | Rouen (25 m)                          | Claude Mandonnaud | 1950      | 22  | ASPTT Limoges             | 1 min 1 s 5  |
|                 |                                       |                   |           |     |                           |              |
| 2005 (janvier)  | Dunkerque                             | Elsa N'Guessan    | 1984      | 21  | SPN Poitiers              | 55 s 28      |
| 2005 (décembre) | Chalon-sur-Saône                      | Céline Couderc    | 1983      | 22  | CN Cévennes Alès          | 54 s 81      |
| 2006            | Istres                                | Malia Metella     | 1982      | 24  | Dauphins du TOEC          | 54 s 27      |
| 2007            | Nîmes                                 | Malia Metella     | 1982      | 25  | Dauphins du TOEC          | 53 s 51      |
| 2008            | Angers                                | Alena Popchanka   | 1979      | 29  | Lagardère Paris Racing    | 53 s 68      |
| 2009            | Saint-Raphaël                         | Aurore Mongel     | 1982      | 27  | Mulhouse ON               | 54 s 04      |
| 2010            | Chartres                              | Camille Muffat    | 1989      | 21  | Olympic Nice Natation     | 52 s 74 RF   |
| 2011            | Angers                                | Mylène Lazare     | 1987      | 24  | AAS Sarcelles Nat. 95     | 54 s 36      |

### 200 mètres
| Championnat    | Lieu                             | Championne        | Naissance | Âge | Club                                     | Temps            |
| 1963 hiver     | Marseille Piscine Vallier (25 m) | Annie Vanacker    |           |     | Enfants de Neptune de Tourcoing          | 2 min 28 s 2     |
| 1964 hiver     | Marseille Piscine Vallier (25 m) | Claude Pimont     |           |     | Club des Vikings de Rouen                | 2 min 24 s 8     |
| 1965 hiver     | Marseille Piscine Vallier (25 m) | Annie Vanacker    |           |     | Cercle des nageurs de Marseille          | 2 min 22 s 3     |
| 1966 hiver     | Le Mans (25 m)                   | Claude Mandonnaud | 1950      | 16  | ASPTT Limoges                            | 2 min 20 s 5     |
| 1967 hiver     | Caen (25 m)                      | Claude Mandonnaud | 1950      | 17  | ASPTT Limoges                            | 2 min 14 s 2     |
| 1972 hiver     | Rouen (25 m)                     | Claude Mandonnaud | 1950      | 22  | ASPTT Limoges                            | 2 min 12 s 2     |
| .....          |                                  |                   |           |     |                                          |                  |
| 2005 (janvier) | Dunkerque                        | Solenne Figuès    | 1979      | 26  | Dauphins du TOEC                         | 1 min 56 s 26    |
| 2005 (décembre | Chalon-sur-Saône                 | Laure Manaudou    | 1986      | 19  | Cercle des nageurs de Melun Val de Seine | 1 min 56 s 93    |
| 2006           | Istres                           | Laure Manaudou    | 1986      | 20  | Canet 66 natation                        | 1 min 54 s 93    |
| 2007           | Nîmes                            | Laure Manaudou    | 1986      | 21  | Canet 66 natation                        | 1 min 53 s 88    |
| 2008           | Angers                           | Coralie Balmy     | 1987      | 21  | Dauphins du TOEC                         | 1 min 53 s 18 RM |
| 2009           | Saint-Raphaël                    | Camille Muffat    | 1989      | 20  | Olympic Nice Nat.                        | 1 min 56 s 11    |
| 2011           | Angers                           | Coralie Balmy     | 1987      | 24  | Dauphins du TOEC                         | 1 min 54 s 99    |

### 400 mètres
| Championnat    | Lieu                                  | Championne        | Naissance | Âge | Club                                     | Temps         |
| 1932           | Marseille Chevalier Roze Sport (25 m) | Yvonne Godard     |           |     | Club des Nageurs de Paris                | 5 min 57 s 2  |
| .....          |                                       |                   |           |     |                                          |               |
| 1972 hiver     | Rouen (25 m)                          | Claude Mandonnaud | 1950      | 22  | ASPTT Limoges                            | 4 min 45 s 5  |
| .....          |                                       |                   |           |     |                                          |               |
| 2005 (janvier) | Dunkerque                             | Laure Manaudou    | 1986      | 19  | Cercle des nageurs de Melun-Dammarie     | 4 min 04 s 36 |
| 2005 (décembre | Chalon-sur-Saône                      | Laure Manaudou    | 1986      | 19  | Cercle des nageurs de Melun Val de Seine | 4 min 00 s 20 |
| 2006           | Istres                                | Laure Manaudou    | 1986      | 20  | Canet 66 natation                        | 3 min 59 s 66 |
| 2007           | Nîmes                                 | Alena Popchanka   | 1979      | 28  | CS Clichy 92                             | 4 min 00 s 80 |
| 2008           | Angers                                | Coralie Balmy     | 1987      | 21  | Dauphins du TOEC                         | 3 min 56 s 35 |
| 2009           | Saint-Raphaël                         | Camille Muffat    | 1989      | 20  | Olympic Nice Nat.                        | 4 min 3 s 25  |

### 800 mètres
| Championnat    | Lieu                             | Championne               | Naissance | Âge | Club                                     | Temps         |
| 1963 hiver     | Marseille Piscine Vallier (25 m) | Annie Vanacker           |           |     | Enfants de Neptune de Tourcoing          | 10 min 34 s 5 |
| 1964 hiver     | Marseille Piscine Vallier (25 m) | Annie Vanacker           |           |     | Enfants de Neptune de Tourcoing          | 10 min 31 s 6 |
| .....          |                                  |                          |           |     |                                          |               |
| 1972 hiver     | Rouen (25 m)                     | Claude Mandonnaud        | 1950      | 22  | ASPTT Limoges                            | 9 min 46 s 9  |
| .....          |                                  |                          |           |     |                                          |               |
| 2005 (janvier) | Dunkerque                        | Laure Manaudou           | 1986      | 19  | Cercle des Nageurs de Melun-Dammarie     | 8 min 26 s 79 |
| 2005 (décembre | Chalon-sur-Saône                 | Laure Manaudou           | 1986      | 19  | Cercle des nageurs de Melun Val de Seine | 8 min 18 s 58 |
| 2006           | Istres                           | Laure Manaudou           | 1986      | 21  | Canet 66 natation                        | 8 min 18 s 47 |
| 2007           | Nîmes                            | Gabriella Fagundez       | 1985      | 22  | Canet 66 natation                        | 8 min 19 s 28 |
| 2007           | Nîmes                            | Sophie Huber             | 1985      | 22  | CN Sarreguemines                         | 8 min 22 s 81 |
| 2008           | Angers                           | Ophélie-Cyrielle Étienne | 1990      | 18  | Dauphins du TOEC                         | 8 min 24 s 73 |
| 2009           | Saint-Raphaël                    | Ophélie-Cyrielle Étienne | 1990      | 19  | Dauphins du TOEC                         | 8 min 23 s 70 |

## Dos

### 50 mètres
| Championnat     | Lieu                             | Championne       | Naissance | Âge | Club                                     | Temps      |
| 1964 hiver      | Marseille Piscine Vallier (25 m) | Christine Caron  | 1948      | 16  | Racing club de France                    | 32 s 2     |
| 1965 hiver      | Marseille Piscine Vallier (25 m) | Christine Caron  | 1948      | 17  | Racing club de France                    | 32 s 3     |
| .....           |                                  |                  |           |     |                                          |            |
| 2005 (janvier)  | Dunkerque                        | Laure Manaudou   | 1986      | 19  | Cercle des Nageurs de Melun-Dammarie     | 28 s 51 RF |
| 2005 (décembre) | Chalon-sur-Saône                 | Laure Manaudou   | 1986      | 19  | Cercle des nageurs de Melun Val de Seine | 28 s 02    |
| 2006            | Istres                           | Laure Manaudou   | 1986      | 20  | Canet 66 natation                        | 27 s 61    |
| 2007            | Nîmes                            | Diane Bui Duyet  | 1979      | 28  | Club des Vikings de Rouen                | 27 s 86    |
| 2008            | Angers                           | Laure Manaudou   | 1986      | 22  | Cercle des nageurs de Marseille          | 27 s 30 RF |
| 2009            | Saint-Raphaël                    | Alexianne Castel | 1990      | 19  | Dauphins du TOEC                         | 27 s 76    |

### 100 mètres
| Championnat     | Lieu                                  | Championne       | Naissance | Âge | Club                                     | Temps        |
| 1932            | Marseille Chevalier Roze Sport (25 m) | Solita Salgado   |           |     | Mouettes de Paris                        | 1 min 26 s   |
| .....           |                                       |                  |           |     |                                          |              |
| 1966 hiver      | Le Mans (25 m)                        | Christine Caron  | 1948      | 18  | Racing club de France                    | 1 min 08 s 9 |
| 1967 hiver      | Caen (25 m)                           | Bénédicte Duprez |           |     | Club des nageurs de Paris                | 1 min 08 s 2 |
| .....           |                                       |                  |           |     |                                          |              |
| 1972 hiver      | Rouen (25 m)                          | Sylvie Le Noach  |           |     | Enfants de Neptune de Tours              | 1 min 07 s 5 |
| .....           |                                       |                  |           |     |                                          |              |
| 2005 (janvier)  | Dunkerque                             | Laure Manaudou   | 1986      | 19  | Cercle des nageurs de Melun-Dammarie     | 59 s 66 RF   |
| 2005 (décembre) | Chalon-sur-Saône                      | Laure Manaudou   | 1986      | 19  | Cercle des nageurs de Melun Val de Seine | 59 s 51      |
| 2006            | Istres                                | Laure Manaudou   | 1986      | 20  | Canet 66 natation                        | 58 s 05      |
| 2007            | Nîmes                                 | Alexianne Castel | 1990      | 17  | Dauphins du TOEC                         | 59 s 79      |
| 2008            | Angers                                | Laure Manaudou   | 1986      | 22  | Cercle des nageurs de Marseille          | 57 s 99 RF   |
| 2009            | Saint-Raphaël                         | Alexianne Castel | 1990      | 19  | Dauphins du TOEC                         | 59 s 21      |

### 200 mètres
| Championnat     | Lieu                             | Championne       | Naissance | Âge | Club                                     | Temps            |
| 1963 hiver      | Marseille Piscine Vallier (25 m) | Christine Caron  | 1948      | 15  | Racing club de France                    | 2 min 36 s 8     |
| 1964 hiver      | Marseille Piscine Vallier (25 m) | Christine Caron  | 1948      | 16  | Racing club de France                    | 2 min 29 s 6     |
| 1965 hiver      | Marseille Piscine Vallier (25 m) | Christine Caron  | 1948      | 17  | Racing club de France                    | 2 min 32 s 4     |
| .....           |                                  |                  |           |     |                                          |                  |
| 1972 hiver      | Rouen (25 m)                     | Sylvie Le Noach  |           |     | Enfants de Neptune de Tours              | 2 min 25 s 6     |
| .....           |                                  |                  |           |     |                                          |                  |
| 2005 (janvier)  | Dunkerque                        | Esther Baron     | 1987      | 18  | Cercle des nageurs de Melun-Dammarie     | 2 min 07 s 85    |
| 2005 (décembre) | Chalon-sur-Saône                 | Esther Baron     | 1987      | 18  | Cercle des nageurs de Melun Val de Seine | 2 min 11 s 66    |
| 2006            | Istres                           | Esther Baron     | 1987      | 19  | Canet 66 natation                        | 2 min 06 s 51    |
| 2007            | Nîmes                            | Alexianne Castel | 1990      | 17  | Dauphins du TOEC                         | 2 min 06 s 67    |
| 2008            | Angers                           | Alexianne Castel | 1990      | 18  | Dauphins du TOEC                         | 2 min 03 s 22 RF |
| 2009            | Saint-Raphaël                    | Alexianne Castel | 1990      | 19  | Dauphins du TOEC                         | 2 min 3 s 92     |

## Brasse

### 50 mètres
| Championnat     | Lieu             | Championne                                        | Naissance | Âge   | Club                                                        | Temps           |
| 2005 (janvier)  | Dunkerque        | Anne-Sophie Le Paranthoën                         | 1977      | 28    | CS Clichy 92                                                | 32 s 04         |
| 2005 (décembre) | Chalon-sur-Saône | Anne-Sophie Le Paranthoën                         | 1977      | 28    | CS Clichy 92                                                | 32 s 41         |
| 2006            | Istres           | Elena Bogomazova (open) Anne-Sophie Le Paranthoën | 1982 1977 | 25 29 | Racing Club de France/ASPTT Cercle des nageurs de Marseille | 31 s 41 31 s 73 |
| 2007            | Nîmes            | Anne-Sophie Le Paranthoën                         | 1977      | 30    | Cercle des nageurs de Marseille                             | 31 s 76         |
| 2008            | Angers           | Fanny Babou                                       | 1989      | 19    | CNS St-Estève                                               | 31 s 80         |
| 2009            | Saint-Raphaël    | Fanny Babou                                       | 1989      | 20    | CNS St-Estève                                               | 31 s 54         |

### 100 mètres
| Championnat     | Lieu                             | Championne                                        | Naissance | Âge   | Club                                                  | Temps                       |
| 1963 hiver      | Marseille Piscine Vallier (25 m) | Amélie Mirkowitch                                 |           |       | TC Micheville                                         | 1 min 22 s 6                |
| 1964 hiver      | Marseille Piscine Vallier (25 m) | Michèle Pialat                                    |           |       | Racing club de France                                 | 1 min 22 s 9                |
| 1965 hiver      | Marseille Piscine Vallier (25 m) | Nicolle Varvenne                                  |           |       | Mouettes de Valenciennes                              | 1 min 23 s 5                |
| .....           |                                  |                                                   |           |       |                                                       |                             |
| 1972 hiver      | Rouen (25 m)                     | Dominique Huin                                    |           |       | Girondins de Bordeaux                                 | 1 min 18 s 9                |
| .....           |                                  |                                                   |           |       |                                                       |                             |
| 2005 (janvier)  | Dunkerque                        | Anne-Sophie Le Paranthoën                         | 1977      | 28    | CS Clichy 92                                          | 1 min 09 s 27               |
| 2005 (décembre) | Chalon-sur-Saône                 | Kirsty Balfour (open) Anne-Sophie Le Paranthoën   | 1984 1977 | 21 28 | CS Clichy 92                                          | 1 min 07 s 95 1 min 09 s 98 |
| 2006            | Istres                           | Elena Bogomazova (open) Anne-Sophie Le Paranthoën | 1982 1977 | 24 29 | Racing club de France Cercle des nageurs de Marseille | 1 min 07 s 38 1 min 08 s 33 |
| 2007            | Nîmes                            | Anne-Sophie Le Paranthoën                         | 1977      | 30    | Cercle des nageurs de Marseille                       | 1 min 07 s 42 RF            |
| 2008            | Angers                           | Sophie de Ronchi                                  | 1985      | 24    | ES Massy Natation                                     | 1 min 05 s 56 RF            |
| 2009            | Saint-Raphaël                    | Sophie de Ronchi                                  | 1985      | 25    | ES Massy Natation                                     | 1 min 07 s 40               |

### 200 mètres
| Championnat     | Lieu                            | Championne                              | Naissance | Âge   | Club                                              | Temps                          |
| 1932            | Marseille Chevalier Roze (25 m) | Marguerite Gueth                        |           |       | SR Colmar                                         | 3 min 24 s 8                   |
| .....           |                                 |                                         |           |       |                                                   |                                |
| 1966 hiver      | Le Mans (25 m)                  | Nathalie Macaire                        |           |       | Cercle des nageurs de Marseille                   | 2 min 59 s 5                   |
| 1967 hiver      | Caen (25 m)                     | Nathalie Macaire                        |           |       | Cercle des nageurs de Marseille                   | 2 min 59 s 0                   |
| .....           |                                 |                                         |           |       |                                                   |                                |
| 1972 hiver      | Rouen (25 m)                    | Dominique Huin                          |           |       | Girondins de Bordeaux                             | 2 min 48 s 5                   |
| .....           |                                 |                                         |           |       |                                                   |                                |
| 2005 (janvier)  | Dunkerque                       | Marjorie Distel                         | 1977      | 28    | Cercle des nageurs de Melun-Dammarie              | 2 min 28 s 72                  |
| 2005 (décembre) | Chalon-sur-Saône                | Kirsty Balfour (open) Marjorie Distel   | 1984 1977 | 21 28 | CS Clichy 92 Cercle des nageurs de Melun-Dammarie | 2 min 23 s 25 2 min 30 s 34    |
| 2006            | Istres                          | Elena Bogomazova (open) Coralie Dobral  | 1982 1987 | 24 19 | Racing Club de France/ASPTT Canet 66 natation     | 2 min 27 s 53 2 min 28 s 62    |
| 2007            | Nîmes                           | Coralie Dobral                          | 1987      | 20    | Canet 66 natation                                 | 2 min 24 s 98 RF               |
| 2008            | Angers                          | Alena Alekseeva (open) Sophie de Ronchi | 1989 1985 | 20 24 | ES Massy Natation                                 | 2 min 21 s 12 2 min 22 s 90 RF |
| 2009            | Saint-Raphaël                   | Fanny Lecluyse (open) Fanny Babou       | 1992 1989 | 17 20 | Lille Métropole Nat. CNS Saint-Estève             | 2 min 24 s 62 2 min 25 s 34    |

## Papillon

### 50 mètres
| Championnats    | Lieux            | Championnes     | Naissances | Âges | Clubs                           | Temps      |
| 2005 (janvier)  | Dunkerque        | Malia Metella   | 1982       | 23   | USLM Pacoussines Cayenne        | 26 s 76    |
| 2005 (décembre) | Chalon-sur-Saône | Alena Popchanka | 1979       | 26   | CS Clichy 92                    | 26 s 96    |
| 2006            | Istres           | Alena Popchanka | 1979       | 27   | CS Clichy 92                    | 26 s 41 RF |
| 2007            | Nîmes            | Diane Bui Duyet | 1979       | 28   | Club des Vikings de Rouen       | 26 s 48    |
| 2008            | Angers           | Diane Bui Duyet | 1979       | 29   | Cercle des nageurs de Marseille | 25 s 56 RF |
| 2009            | Chartres         | Mélanie Henique | 1992       | 17   | Amiens Métropole Nat.           | 25 s 76    |

### 100 mètres
| Championnats | Lieux            | Championnes       | Naissances | Âges | Clubs                                | Temps        |
| 1966 hiver   | Le Mans (25 m)   | Michèle Prudhomme |            |      | COS Saint-Dizier                     | 1 min 12 s 5 |
| 1967 hiver   | Caen (25 m)      | Michèle Prudhomme |            |      | COS Saint-Dizier                     | 1 min 10 s 7 |
| 1972 hiver   | Rouen (25 m)     | Josiane Castiau   |            |      | CN Roubaix                           | 1 min 8 s 3  |
| 2005         | Dunkerque        | Diane Bui Duyet   | 1979       | 26   | Cercle des nageurs de Melun Dammarie | 58 s 45 RF   |
| 2005         | Chalon-sur-Saône | Aurore Mongel     | 1982       | 23   | Mulhouse Olympic Natation            | 59 s 71      |
| 2006         | Istres           | Aurore Mongel     | 1982       | 24   | Mulhouse Olympic Natation            | 59 s 35      |
| 2007         | Nîmes            | Diane Bui Duyet   | 1979       | 28   | Club des Vikings de Rouen            | 57 s 80 RF   |
| 2008         | Angers           | Diane Bui Duyet   | 1979       | 29   | Cercle des nageurs de Marseille      | 56 s 86 RF   |
| 2009         | Chartres         | Diane Bui Duyet   | 1979       | 30   | AAS Sarcelles N. 95                  | 57 s 68      |

### 200 mètres
| Championnats | Lieux                            | Championnes       | Naissances | Âges | Clubs                                  | Temps           |
| 1963 hiver   | Marseille Piscine Vallier (25 m) | Amélie Mirkowitch |            |      | TC Micheville                          | 3 min 4 s 9     |
| 1972 hiver   | Rouen (25 m)                     | Sonia Bourlet     |            |      | Dunkerque Natation                     | 2 min 37 s 0    |
| .....        |                                  |                   |            |      |                                        |                 |
| 2005         | Dunkerque                        | Sarak Bey         | 1985       | 20   | Cercle des nageurs de Chalon-sur-Saône | 2 min 14 s 88   |
| 2005         | Chalon-sur-Saône                 | Aurore Mongel     | 1982       | 23   | Mulhouse Olympic Natation              | 2 min 8 s 26    |
| 2006         | Istres                           | Aurore Mongel     | 1982       | 24   | Mulhouse Olympic Natation              | 2 min 7 s 92    |
| 2007         | Nîmes                            | Aurore Mongel     | 1982       | 25   | Mulhouse Olympic Natation              | 2 min 7 s 96    |
| 2008         | Angers                           | Aurore Mongel     | 1982       | 26   | Mulhouse Olympic Natation              | 2 min 4 s 97 RF |
| 2009         | Chartres                         | Aurore Mongel     | 1982       | 27   | Mulhouse Olympic Natation              | 2 min 5 s 04    |

## 4 nages

### 100 mètres
| Championnats | Lieux    | Championnes      | Naissances | Âges | Clubs                 | Temps            |
| 2006         | Istres   | Laure Manaudou   | 1986       | 20   | Canet 66 natation     | 1 min 01 s 42 RF |
| 2007         | Nîmes    | Myriam Ternat    | 1985       | 22   | ES Massy Natation     | 1 min 00 s 34 RF |
| 2008         | Angers   | Camille Muffat   | 1989       | 19   | Olympic Nice Natation | 1 min 00 s 14 RF |
| 2009         | Chartres | Sophie de Ronchi | 1985       | 24   | ES Massy Natation     | 1 min 1 s 31     |

### 200 mètres
| Championnats | Lieux            | Championnes                            | Naissances | Âges  | Clubs                                                                       | Temps                       |
| 1963 hiver   | Marseille (25 m) | Danièle Dorléans                       |            |       | Cercle des nageurs de Marseille                                             | 2 min 46 s 2                |
| 1964 hiver   | Marseille (25 m) | Christine Caron                        | 1948       | 16    | Racing club de France                                                       | 2 min 41 s 7                |
| 1965 hiver   | Marseille (25 m) | Danièle Dorléans                       |            |       | Cercle des nageurs de Marseille                                             | 2 min 42 s                  |
| 1972 hiver   | Rouen (25 m)     | Claude Mandonnaud                      | 1950       | 22    | ASPTT Limoges                                                               | 2 min 33 s 6                |
| .....        |                  |                                        |            |       |                                                                             |                             |
| 2005         | Dunkerque        | Hanna Shcherba-Lorgeril Laure Manaudou | 1982 1986  | 23 19 | Cercle des nageurs de Chalon sur Saône Cercle des Nageurs de Melun-Dammarie | 2 min 13 s 09 2 min 14 s 20 |
| 2005         | Chalon-sur-Saône | Laure Manaudou                         | 1986       | 19    | Cercle des nageurs de Melun Val de Seine                                    | 2 min 12 s 93               |
| 2006         | Istres           | Laure Manaudou                         | 1986       | 20    | Canet 66 natation                                                           | 2 min 09 s 20               |
| 2007         | Nîmes            | Camille Muffat                         | 1989       | 18    | Olympic Nice Natation                                                       | 2 min 08 s 95               |
| 2008         | Angers           | Camille Muffat                         | 1989       | 19    | Olympic Nice Natation                                                       | 2 min 07 s 94 RF            |
| 2009         | Chartres         | Camille Muffat                         | 1989       | 20    | Olympic Nice Natation                                                       | 2 min 9 s 51                |

### 400 mètres
| Championnats | Lieux            | Championnes          | Naissances | Âges | Clubs                         | Temps            |
| 1966 hiver   | Le Mans (25 m)   | Christine Caron      | 1948       | 18   | Racing club de France         | 5 min 35 s 3     |
| 1967 hiver   | Caen (25 m)      | Michèle Prudhomme    |            |      | COS Saint-Dizier              | 5 min 39 s 1     |
| 1972 hiver   | Rouen (25 m)     | Martine Lichtenstein |            |      | Lille Université Club         | 5 min 30 s 0     |
| .....        |                  |                      |            |      |                               |                  |
| 2005         | Dunkerque        | Céline Cartiaux      | 1979       | 26   | Amiens Métropole Natation     | 4 min 41 s 30    |
| 2005         | Chalon-sur-Saône | Charlène Neufcoeur   | 1986       | 19   | Charleville Mézières Natation | 4 min 45 s 15    |
| 2006         | Istres           | Laure Manaudou       | 1986       | 20   | Canet 66 natation             | 4 min 33 s 73 RF |
| 2007         | Nîmes            | Camille Muffat       | 1989       | 18   | Olympic Nice Natation         | 4 min 31 s 66 RF |
| 2008         | Angers           | Joanne Andraca       | 1988       | 20   | AC Hyères                     | 4 min 32 s 16    |
| 2009         | Chartres         | Joanne Andraca       | 1988       | 21   | AC Hyères                     | 4 min 34 s 37    |